# Dei-te Quase Tudo
Dei-te Quase Tudo é uma telenovela portuguesa transmitida na TVI entre 4 de Dezembro de 2005 e 16 de Julho de 2006. É da autoria de Tozé Martinho.
Foi reposta nas madrugadas da TVI entre 5 de Maio de 2014 e 23 de Julho de 2014 em 76 episódios. Foi novamente repetida nas madrugadas da TVI entre 5 de dezembro de 2016 e 23 de fevereiro de 2017 em 77 episódios substituindo Mistura Fina e sendo substituída por Fala-Me de Amor.

## Sinopse
Joana Capelo (Vera Kolodzig) é uma jovem de 18 anos de idade. Inocente e inofensiva, é oriunda de uma família de classe média-alta, que vive num bairro onde todos se conhecem. É adepta de uma tarde bem passada no "Café das Águas", de Firmina Águas (Maria Dulce). O seu pai, Carlos Capelo (Luís Esparteiro) é um conceituado empresário, dono de um grande escritório. A sua mãe, Isabel Capelo (Margarida Marinho), sem nunca ter exercido qualquer actividade profissional, é apelidada de fútil e superficial. Carlos, de personalidade forte marcada pela dureza, tem um irmão chamado João Capelo (António Capelo), que não vê desde a juventude, porque se responsabilizam mutuamente da morte do pai, vítima de ataque cardíaco, em resultado de uma briga entre os dois irmãos.
Joana tem dois irmãos, Vera Capelo (Rita Pereira) e Afonso Capelo (Guilherme Peralta). Vera é o equilíbrio da família; Afonso tem apenas onze anos e é o mascote. Joana, Carlos, Isabel, Vera e Afonso contam ainda com Genoveva (Henriqueta Maia), a velha empregada de limpeza, ama, cozinheira, enfim, uma faz-tudo.
Do outro lado do país, na cidade do Porto, vivem João, um professor de português no liceu, Rodrigo Capelo (Pedro Granger), Sílvia Capelo (Maria João Luís) e Cila Capelo (Marta Melro). Rodrigo e Cila são irmãos. Tanto um como outro, são bondosos, generosos e bons companheiros. Sílvia e João são um casal.
Joana apaixona-se por Rodrigo, só que este é fruto de um caso que Sílvia teve com Carlos, ou seja, Joana e Rodrigo são irmãos. Para piorar a situação, Mariana (Sandra Santos) diz estar grávida de Rodrigo e este, ao ir para Lisboa atrás de Joana, apanha uma valente tareia do noivo de Joana, Gonçalo Mascarenhas (Hélio Pestana). Mas o amor parece não largar os dois, que enfrentam as contrariedades inerentes à sua condição. Separados em diferentes cidades, os dois jovens não desistem do seu amor.

## Elenco
- Pedro Granger - Rodrigo Monteiro Lacerda Capelo (Protagonista)
- Vera Kolodzig - Joana Dias Gomes Lacerda Capelo (Protagonista)
- Luís Esparteiro - Carlos Lacerda Capelo (Antagonista)
- Margarida Marinho - Isabel Dias Gomes Capelo (Protagonista)
- Maria João Luís - Sílvia Monteiro Capelo (Protagonista)
- António Capelo - João Lacerda Capelo (Protagonista)
- Fernanda Serrano - Ana Maria Capelo (Co-Protagonista)
- João Reis - Pedro Teixeira (Co-Protagonista)
- Gonçalo Diniz - Tomás Guedes
- Cristina Câmara - Alexandra (Xana) Machado (Co-Antagonista)
- Maria Dulce (†) - Firmina Águas
- Henriqueta Maia - Genoveva (Veva)
- José Pinto - Isaltino
- Glória Férias - Guilhermina (Mina) Gameiro
- Estrela Novais - Celeste Ruas
- Hélio Pestana - Gonçalo Mascarenhas
- Rita Pereira - Vera Dias Gomes Lacerda Capelo
- Marta Melro - Cila Monteiro Lacerda Capelo
- José Eduardo - Alfredo Guedes
- Tareka (†) - Teresa
- Daniela Ruah - Rita Cruz
- Cândido Ferreira - Padre Jerónimo Dias Gomes
- Manuel Moreira - Frederico (Fred)
- Cláudia Oliveira - Marta
- Rute Miranda - Paula Valentim
- Adriana Moniz - Sara
- Pedro Lamares - Miguel Gameiro
- Maria João Pinho - Tânia Gameiro
- Sandra Santos - Mariana
- Joana Anes - Nica
- Pedro Damião - Luís Ruas
- Nuno Nunes - André Águas
- Rute Fialho - Rafaela

Actriz Convidada
- Lourdes Norberto - Mafalda Lacerda Capelo
- Paulo de Carvalho no papel de José (Zé) Ferrão

Elenco Infantil
- Guilherme Peralta - Afonso (Afonsinho) Dias Gomes Lacerda Capelo
- Mafalda Van Zeller - Margarida Teixeira

Elenco 1974
- Eunice Muñoz (†) - Amélia Capelo
- Adriano Luz - Afonso Capelo
- Gracinda Nave - Mafalda Capelo
- Nuno Pardal - Carlos Capelo
- Hugo Sequeira - João Capelo
- Núria Madruga - Sílvia
- Maya Booth - Isabel
- Nuno Távora - Jerónimo
- Sara Gonçalves - Genoveva (Veva)
- Maria Carolina - Ana Maria Capelo

Elenco adicional
- Afonso Vilela - Nicolau
- Ana Lúcia Chita - Olinda
- Andreia Tavares - Filipa
- Florbela Oliveira - Maria
- Francisco Nascimento - Bruno
- Gonçalo Portela - Médico que trata Rodrigo
- Isabel Simões - Psicóloga
- Jorge Gonçalves - Edmundo Rosas
- Luís Mascarenhas - Albano Esteves
- Luísa Ortigoso - Maria Esteves
- Manuel Castro e Silva - Nabais
- Miguel Borges - Leonardo Capelo
- Mouzinho Larguinho - Francisco
- Mykola Melnychenko - Dimitri
- Nelson Luis - Edmundo
- Olga Diegues - Sandra
- Orlando Costa - Joaquim
- Rita Stock - Repórter
- Roberto Candeias - Médico
- Sérgio Praia - Vasco
- Sofia Reis - Enfermeira (creditada como Sofia Póvoas)
- Vasyl Savchenko - Yuri
- Yana Shmid - Lana

## Banda Sonora
- Dei-te quase tudo - Paulo Gonzo (Tema de Abertura)
- Sei-te de cor - Paulo Gonzo (Tema de Rodrigo)
- Falamos depois - Paulo Gonzo (Tema de Carlos)
- First day of my life - Melanie C (Tema de Joana e Rodrigo)
- Flutuo - Susana Félix (Tema de Mariana)
- Vício de ti - Mesa (Tema do núcleo de Lisboa)
- Um homem como eu - Filarmónica Gil
- Foi o teu olhar - Jorge Marante (Tema de Ana Maria e Pedro)
- E se a morte me despisse - Misia (Tema de Firmina)
- À espera do sol - Rita Guerra (Tema geral)
- Agir não reagir - Massala (Tema de Xana)
- Diz byebye - Diana (Tema de Miguel e Cila)
- Miss Solidão - Santos e Pecadores (Tema de Gonçalo e, posteriormente, de Sara e Miguel)
- Leva-me p'ra casa - Lucia Moniz (Tema de Joana)
- Rosas Brancas - Maria León (Tema de Sílvia)
- Vai amar Lisboa - Jorge Vadio
- Quero voar - Drago (Tema de Tânia e Luís)
- Plágio - Maria de Vasconcelos (Tema de Vera e André)
- Secreta passagem II - Lara Li / Miguel Braga (Tema de Ana Maria)
- Quando vocês se juntam - Vozes da Rádio (Tema de Isaltino)
- Há quanto tempo eu espero - Adelaide Ferreira (Tema de Isabel)
- Recordações - Magna Tuna Cartola da Universidade de Aveiro (Seranata cantada a Joana pela tuna)

## Audiência
Dei-te Quase Tudo estreou a 4 de dezembro de 2005 com 17.2% de audiência média e 40.9% de share. Terminou em 16 de julho de 2006 com 19.3% de audiência média e 58.2% de share. Seu melhor episódio foi em 13 de janeiro de 2006 com 21.1% de audiência média e 53% de share. O total de 184 episódios registou uma audiência média de 16.6% e 43.6% de share, sendo considerada a telenovela de maior audiência da televisão portuguesa.